# Relations entre Haïti et la République dominicaine
Les relations entre la République dominicaine et Haïti font référence aux relations diplomatiques entre la République dominicaine et la République d'Haïti. Les relations ont longtemps été complexes en raison des différences culturelles substantielles entre les deux nations et de leur partage de l'île d'Hispaniola, qui fait partie de l'archipel des Grandes Antilles dans la région des Caraïbes. Le niveau de vie en République dominicaine est considérablement plus élevé qu’en Haïti. La migration des Haïtiens appauvris et les différences culturelles profondes ont contribué à un conflit de longue date.

## Histoire

### Pré-indépendance
Bien qu'ayant de vastes différences démographiques et culturelles depuis la période coloniale, les habitants de la République dominicaine et d'Haïti actuels ont parfois été des alliés et des ennemis, cherchant constamment à dominer Hispaniola. Les conflits ont débuté pendant la période coloniale et sont devenus des conflits militaires et politiques entre les deux gouvernements. La division politique de l'île d'Hispaniola est due en partie à la lutte européenne pour le contrôle du Nouveau Monde au XVIIe siècle, lorsque la France et l'Espagne ont commencé à se battre pour le contrôle de l'île. Ils ont résolu leur différend en 1697 en scindant l'île en deux pays. Ce n'est qu'au XIXe siècle qu'Haïti est devenu indépendant de la France le 1er janvier 1804. Haïti espagnol, le prédécesseur de la République dominicaine, est devenu indépendant de l'Espagne le 1er décembre 1821, après plus de 300 ans de domination espagnole.
À la fin du XVIIIe siècle, la colonie française était principalement peuplée d'esclaves noirs africains parlant le créole (Kreyòl), une langue dérivée des langues française et africaine, et pratiquant le vaudou, une religion influencée par la spiritualité ouest-africaine. Toutefois, les habitants de la colonie espagnole, qui représentaient moins du cinquième de la population de la colonie française, étaient principalement des Blancs et des mulâtres catholiques romains de langue espagnole. Au milieu de la révolution haïtienne, l'Espagne a cédé la partie espagnole d'Hispaniola à la France en échange de terres conquises en Europe. Cela a profondément ancré Saint-Domingue dans les combats de la révolution haïtienne, alors que la France cherchait à utiliser sa nouvelle acquisition comme base pour étouffer la révolte. En 1801, le dirigeant haïtien Toussaint Louverture chercha à contrecarrer la stratégie française en occupant Saint-Domingue. Avant l’arrivée des troupes françaises, son armée partit vers l’est et reprit rapidement l’ancienne colonie espagnole. Lorsque les forces françaises débarquèrent l'année suivante dans le but de s'emparer de toute l'île, elles ne purent s'emparer de Saint-Domingue. Ils ont cependant réussi à occuper Saint-Domingue. Les forces françaises à Saint-Domingue ont menacé la souveraineté haïtienne et le gouverneur français de Saint-Domingue a ensuite provoqué Haïti en autorisant les colons à capturer et à asservir des Haïtiens. En 1805, le président haïtien Jean-Jacques Dessalines a répondu par une invasion infructueuse de Saint-Domingue. Les dominicains ont expulsé les Français en 1809 et se sont réincorporés dans l'empire espagnol.

### Indépendance éphémère et unification d'Hispaniola (1821-1844)
Le 9 novembre 1821, la colonie espagnole de Saint-Domingue est renversée par un groupe de rebelles sous le commandement de José Núñez de Cáceres, ancien administrateur de la colonie,, alors qu'ils proclament l'indépendance du royaume d'Espagne le 1er décembre 1821. La nouvelle nation était connue sous le nom de République d’Haïti espagnol (espagnol : República del Haití Español), Haïti ayant été le nom autochtone de l’île.

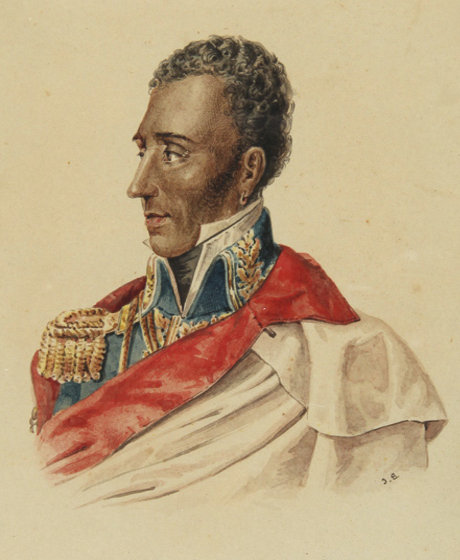
Jean-Pierre Boyer, souverain d'Haïti.

Un groupe d'officiers militaires dominicains s'est prononcé en faveur de l'union de la nation nouvellement indépendante avec Haïti, alors qu'ils recherchaient une stabilité politique sous le président haïtien Jean-Pierre Boyer. Les Dominicains n'étaient pas au courant que Boyer avait fait une concession aux Français et avaient accepté de payer la France pour le territoire perdu d'Haïti. Boyer accepta de payer une somme de 150 millions de francs (plus de deux fois ce que la France avait facturé aux États-Unis pour le territoire beaucoup plus vaste de la Louisiane en 1803). Les Haïtiens seraient donc obligés de payer pour rester libres des Français.
Pendant vingt-deux ans d'occupation haïtienne, les Haïtiens ont appliqué ce que certains Dominicains considéraient comme un régime militaire brutal. L'usage de la langue française sur l'espagnol a été imposé et l'armée a fermé l'Université Santo Tomás de Aquino. En outre, l'armée haïtienne a confisqué toutes les terres et propriétés de l'église et imposé le service militaire obligatoire. Cette période difficile pour les Dominicains a créé des conflits culturels de langue, de race, de religion et de traditions nationales entre Dominicains et Haïtiens. Beaucoup de Dominicains ont développé un ressentiment envers les Haïtiens, qu’ils considéraient comme des oppresseurs.
Afin de lever des fonds pour l'énorme indemnité de 150 millions de francs qu'Haïti a accepté de payer aux anciens colons français et qui a ensuite été réduite à 90 millions de francs, Haïti a imposé de lourdes taxes aux Dominicains. Comme Haïti n’était pas en mesure d’approvisionner adéquatement son armée, les forces d’occupation ont en grande partie survécu en réquisitionnant ou en confisquant des vivres et des fournitures sous la menace des armes. Les tentatives de redistribution des terres étaient en contradiction avec le système de régime foncier communal (terrenos comuneros), qui avait été créé avec l'économie des éleveurs, et les esclaves nouvellement émancipés s'offusquaient de devoir cultiver des cultures commerciales conformément au Code rural de Boyer. Dans les zones rurales, l’administration haïtienne était généralement trop inefficace pour appliquer ses propres lois. C'est dans la ville de Saint-Domingue que les effets de l'occupation ont été ressentis le plus intensément, et c'est là que le mouvement pour l'indépendance a pris naissance.[réf. nécessaire]
La constitution haïtienne interdit également aux non-citoyens de posséder des terres. Cependant, cela protégeait les citoyens qui étaient reconnus pour posséder des terres d'autres personnes qui auraient pu essayer de leur prendre ces terres. Selon leur constitution, il était illégal de refuser la propriété d'un citoyen qui la possédait déjà. La plupart ont émigré à Cuba, à Porto Rico (ces deux étant possessions espagnoles à l'époque) ou en Grande Colombie, généralement avec l'encouragement de responsables haïtiens, qui ont acquis leurs terres. Les Haïtiens, qui associaient l'Eglise catholique romaine aux maîtres d'esclaves français qui les avaient exploités avant l'indépendance, ont confisqué tous les biens de l'église, déporté tout le clergé étranger et rompu les liens du clergé restant au Vatican. L'université de Saint-Domingue, qui manquait à la fois d'étudiants et d'enseignants, a dû fermer et le pays a donc souffert d'une fuite massive de capital humain.
Bien que l'occupation ait effectivement éliminé l'esclavage colonial et mis en place une constitution inspirée de la Constitution des États-Unis dans toute l'île, plusieurs résolutions et dispositions écrites visaient expressément à convertir les Dominicains moyens en citoyens de deuxième classe: restrictions de mouvement, interdiction de se présenter à des fonctions publiques, les couvre-feux nocturnes, l'incapacité de voyager en groupe, l'interdiction d'organisations civiles et la fermeture indéfinie de l'université d'État (alléguant qu'elle est une organisation subversive) ont tous conduit à la création de mouvements prônant une séparation forcée d'Haïti sans compromis.

### Guerre d'indépendance dominicaine (1844-1856)

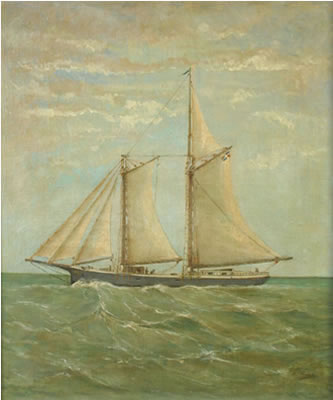
Goélette " Separación Dominicana " pendant la bataille de Tortuguero, par Adolfo García Obregón.

Le 27 février 1844, les habitants de Saint-Domingue ont mis fin à plus de deux décennies de mauvaise gestion par les Haïtiens en proclamant leur indépendance et en accueillant d'exil le grand défenseur du nationalisme dominicain, Juan Pablo Duarte. Le nouveau gouvernement a été rapidement victime d'une invasion haïtienne sur trois fronts, repoussée avec succès par une armée dominicaine en infériorité numérique, sous-armée et sur-entraînée, sous le commandement du riche éleveur Gen. Pedro Santana. Les Dominicains ont déjoué les Haïtiens en mer et sur terre. La première bataille navale a eu lieu le 15 avril 1844. Trois goélettes dominicaines sous le commandement de Juan Bautista Cambiaso ont défait un brigantin haïtien et deux goélettes au large des côtes d'Azua. La bataille navale a non seulement protégé les soldats dominicains combattant à Azua, mais elle a également assuré la supériorité de la marine dominicaine pour le reste de la guerre. Haïti n’a pas été réconcilié avec la perte des deux tiers des hispanophones de l’est de l’île d'Hispaniola. Le 9 mars 1849, le président haïtien Faustin Soulouque a dirigé 10 000 soldats lors d'une invasion de la République dominicaine. Les forces de Soulouque sont vaincues et doivent faire retraite, laissant sur leur passage un sillage de pillage et de destruction. Le président dominicain Buenaventura Báez a lancé une offensive navale contre Haïti pour prévenir la menace d'une nouvelle invasion. Ses marins, dirigés par l'aventurier français Fagalde, ont attaqué les côtes haïtiennes, pillé des villages côtiers, jusqu'au cap Dame Marie, et abattu des équipages de navires ennemis capturés. Fagalde a enflammé la côte sud d’Haïti, mais la seule réponse immédiate de Soulouque a été d’éclairer les rues de la capitale avec des flambeaux afin de célébrer son premier sacre. En novembre 1855, Soulouque, après s'être proclamé empereur Faustin Ier d'un empire haïtien qu'il espérait élargir à la République dominicaine, envahit à nouveau son voisin avec cette fois une armée de 30 000 hommes pillant et défilant sur trois colonnes. En janvier de l'année suivante, un contingent haïtien de 6 000 soldats est terriblement battu dans la ville frontalière de Ouanaminthe. Plus de 1 000 hommes ont été tués et beaucoup ont été blessés. Après une victoire dominicaine de 10 000 défenseurs à Sabana Larga sur 22 000 Haïtiens, le dernier envahisseur haïtien avait été repoussé de l'autre côté de la frontière. Depuis lors, les relations entre la République dominicaine et Haïti ont été instables.

### Massacre de Persil (1937)
En octobre 1937, affirmant qu'Haïti hébergeait ses anciens opposants dominicains, Rafael Trujillo ordonna une attaque à la frontière, tuant des dizaines de milliers d'Haïtiens alors qu'ils tentaient de s'échapper. Le nombre de morts est encore inconnu, mais il est maintenant évalué entre 20 000 et 30 000.
Du côté dominicain, les gens ont qualifié le meurtre de masse d’el corte, «la coupure», alors que les Haïtiens l’appelaient kout kouto-a, «le coup de couteau». Des témoins oculaires de cette semaine ont rapporté la terreur qu'ils ont vue alors que des Haïtiens couraient à travers la rivière près de Dajabón alors qu'ils tentaient de se mettre en sécurité à Ouanaminthe, juste de l'autre côté de la frontière haïtienne. Les soldats les ont suivis dans la rivière pour les abattre, la faisant couler sang et corps pendant plusieurs jours. Après le massacre initial, le pont entre les nations a été fermé, empêchant toute évasion et aggravant le bilan.

## Période contemporaine

### Facteurs culturels et économiques
Au milieu du vingtième siècle, les économies des deux pays étaient comparables. Depuis lors, l’économie dominicaine a progressé tandis que l’économie haïtienne s’est dégradée. Le ralentissement économique en Haïti est dû à des facteurs tels que les luttes de pouvoir internes, la croissance démographique rapide, la dégradation de l'environnement et les embargos commerciaux. Aujourd'hui, Haïti est le pays le plus pauvre de l'hémisphère occidental. Il manque de ressources et la densité de population d'Haïti dépasse de loin celle de ses voisins. En dépit des missions d’envoi des Nations unies depuis les années 1990, des conditions terribles persistent pour maintenir la paix.
La barrière de la langue est un facteur important de dissonance culturelle, l’espagnol étant la principale langue parlée dans l’est de Hispaniola (République dominicaine), tandis que le français et le créole haïtien sont parlés dans l’ouest (Haïti). L'origine est un autre facteur déterminant des relations dominico-haïtiennes. La composition ethnique de la population dominicaine est de 75% mulâtre, 14% blanc et 11% noir, alors que 95% de la population haïtienne est noire.
L’économie dominicaine est également plus de 600% plus importante que l’économie haïtienne. Le revenu annuel par habitant est estimé à 1 300 USD en Haïti et à 8 200 USD en République dominicaine. La divergence entre le niveau de développement économique entre Haïti et la République dominicaine fait de leur frontière la plus contrastée de toutes les frontières du monde occidental et il est évident que la République dominicaine connaît l’un des plus grands problèmes de migration illégale d’Amérique.

### Migration haïtienne en République dominicaine

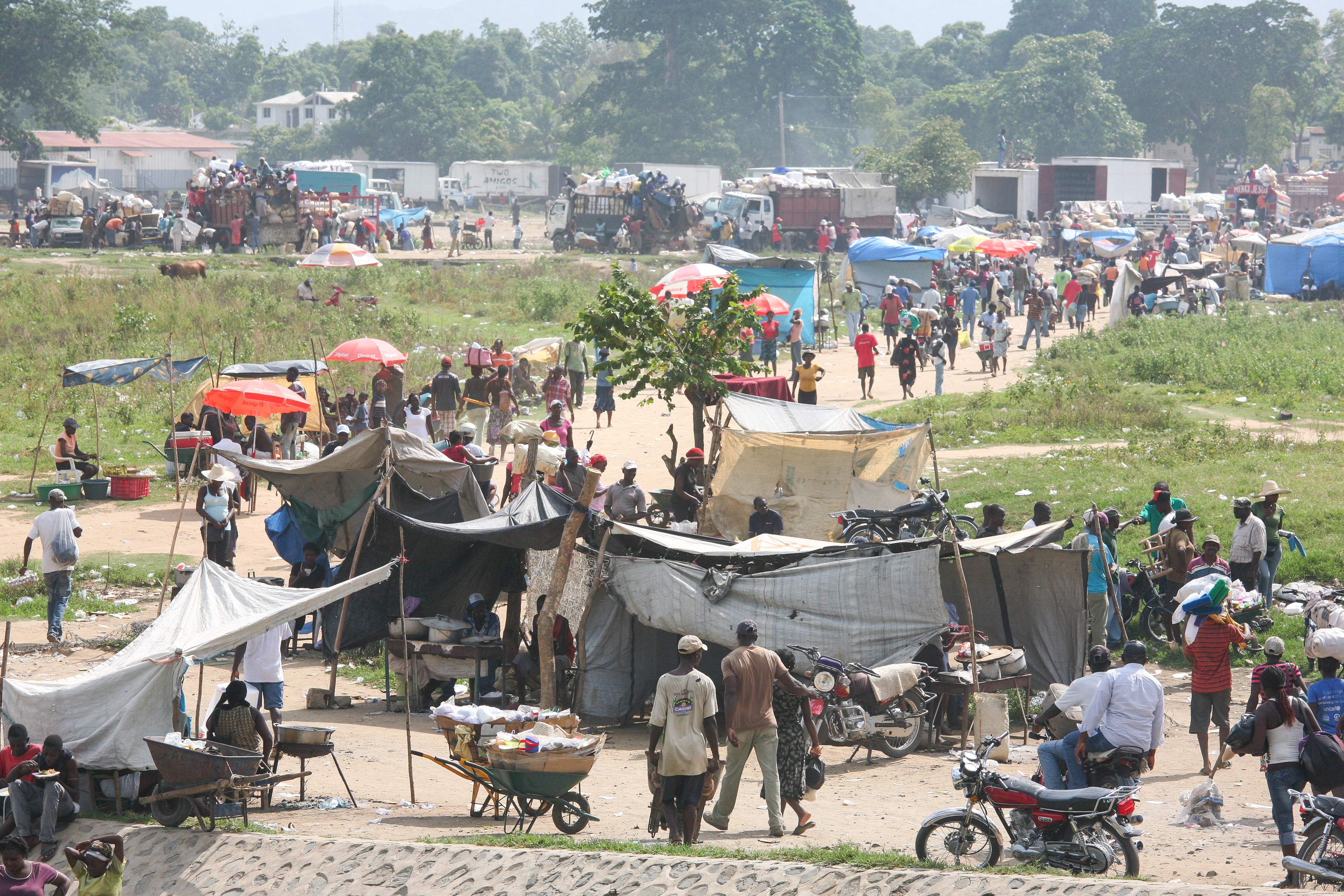
Haïtiens à la frontière entre Haïti et la République dominicaine.

Certaines coopérations transfrontalières existent dans des domaines tels que la santé, les entreprises et les infrastructures. De nombreux Haïtiens se rendent en République dominicaine pour trouver un travail saisonnier ou à long terme afin d'envoyer des fonds à leurs familles. Certains de ces travailleurs haïtiens, ainsi que des Dominicains d'origine haïtienne, ont signalé des discriminations à leur encontre de la part de la population à majorité dominicaine. D'autres Haïtiens qui aimeraient trouver du travail restent en Haïti, par crainte de la discrimination de l'autre côté de la frontière.
La migration a eu lieu depuis les années 1920, lorsque les travailleurs haïtiens ont été activement encouragés à travailler dans l'industrie du sucre dominante en République dominicaine. Avec la modernisation à partir des années 1960, il a fallu moins de travailleurs, et d'autres industries et services dominicains ont commencé à employer plus de travailleurs haïtiens, une source de main-d'œuvre peu coûteuse et moins réglementée avec moins de protections juridiques. De nombreuses femmes haïtiennes trouvent du travail dans les ménages dominicains et des hommes haïtiens sur des chantiers de construction dominicains, entraînant souvent le déménagement d'une famille entière.
Un grand nombre de travailleurs haïtiens migrants ont continué à vivre en République dominicaine pendant plusieurs générations. Les deux gouvernements ont été incapables de s'accorder sur un cadre juridique pour traiter la nationalité de ces descendants, laissant environ un million de personnes d'origine haïtienne en République dominicaine apatrides, limitant ainsi leur accès aux soins de santé, à l'éducation et aux opportunités d'emploi.
Bien que la migration d’Haïti vers la République dominicaine soit économiquement bénéfique pour les deux pays, elle est également l’un des principaux contributeurs à la tension entre les deux pays; L’immigration clandestine en provenance d’Haïti a de fortes répercussions sur le peuple dominicain. Cela a suscité des sentiments anti-haïtiens et une méfiance envers le peuple haïtien. Un autre problème de la migration haïtienne en République dominicaine est qu’elle brouille la citoyenneté. Ce facteur de migration affecte non seulement l’économie dominicaine, mais aussi sa culture.
Traverser la frontière est assez facile, avec un service de bus quotidien de Saint-Domingue aux côtes nord et sud d'Haïti. Une grande partie de la frontière reste très ouverte, avec des traversées régulières vers les marchés des deux côtés. Il est possible de parcourir une grande partie de la voie et une autoroute nord-sud non clôturée chevauche la frontière.
En septembre 2023, la République dominicaine a décidé de fermer ses frontières avec Haïti.

### Tremblement de terre haïtien de 2010
Après le dévastateur séisme du 12 janvier 2010, d'innombrables Haïtiens ont fui la frontière pour échapper aux effets du séisme. Le gouvernement dominicain a été l'un des premiers à envoyer des équipes pour aider à distribuer de la nourriture et des médicaments aux victimes et il a été plus facile pour les Haïtiens d'obtenir des visas pour se faire soigner dans des hôpitaux dominicains. Des fournitures ont été transportées en Haïti via la République dominicaine et de nombreux Haïtiens blessés ont été soignés dans des hôpitaux dominicains.
Les réfugiés haïtiens ont également été accueillis et soutenus par de nombreux Dominicains, bien que leurs relations se soient détériorées car ils sont restés en République dominicaine. Cela a conduit certains Dominicains à s'inquiéter de ce que les réfugiés victimes du séisme contribuent à la montée de la criminalité, à la surpopulation, au choléra et au chômage. De plus en plus de discriminations ont été attribuées au nombre massif de réfugiés haïtiens en République dominicaine. Au cours des dernières années, les tensions se sont aggravées, obligeant l'Organisation internationale pour les migrations à offrir aux Haïtiens 50 dollars chacun, ainsi qu'une assistance supplémentaire pour leur réinstallation, afin qu'ils puissent rentrer en Haïti. Plus de 1500 personnes ont accepté cette aide et sont revenues.

## Sports
Les fédérations de baseball de la République dominicaine et d'Haïti sont convenues de développer et de promouvoir le baseball en Haïti (en particulier à la frontière), estimant que le sport est un élément de développement permettant de promouvoir la paix ainsi que de renforcer l'amitié et le respect mutuel entre les deux peuples. Avec le soutien du ministère des Sports de la République dominicaine, le président de la Fédération dominicaine de baseball (FEDOBE) a déclaré : "Cela permet à notre fédération de réaliser son rêve d'aider Haïti au baseball". Il s'est engagé à mettre la Fédération haïtienne de baseball en relation avec les organisations internationales. Des entraîneurs seront envoyés en Haïti pour des cours techniques, des arbitres et des marqueurs par la Fédération dominicaine de baseball, tandis que la Fédération haïtienne soutiendra la logistique dans la formation et les programmes de formation.

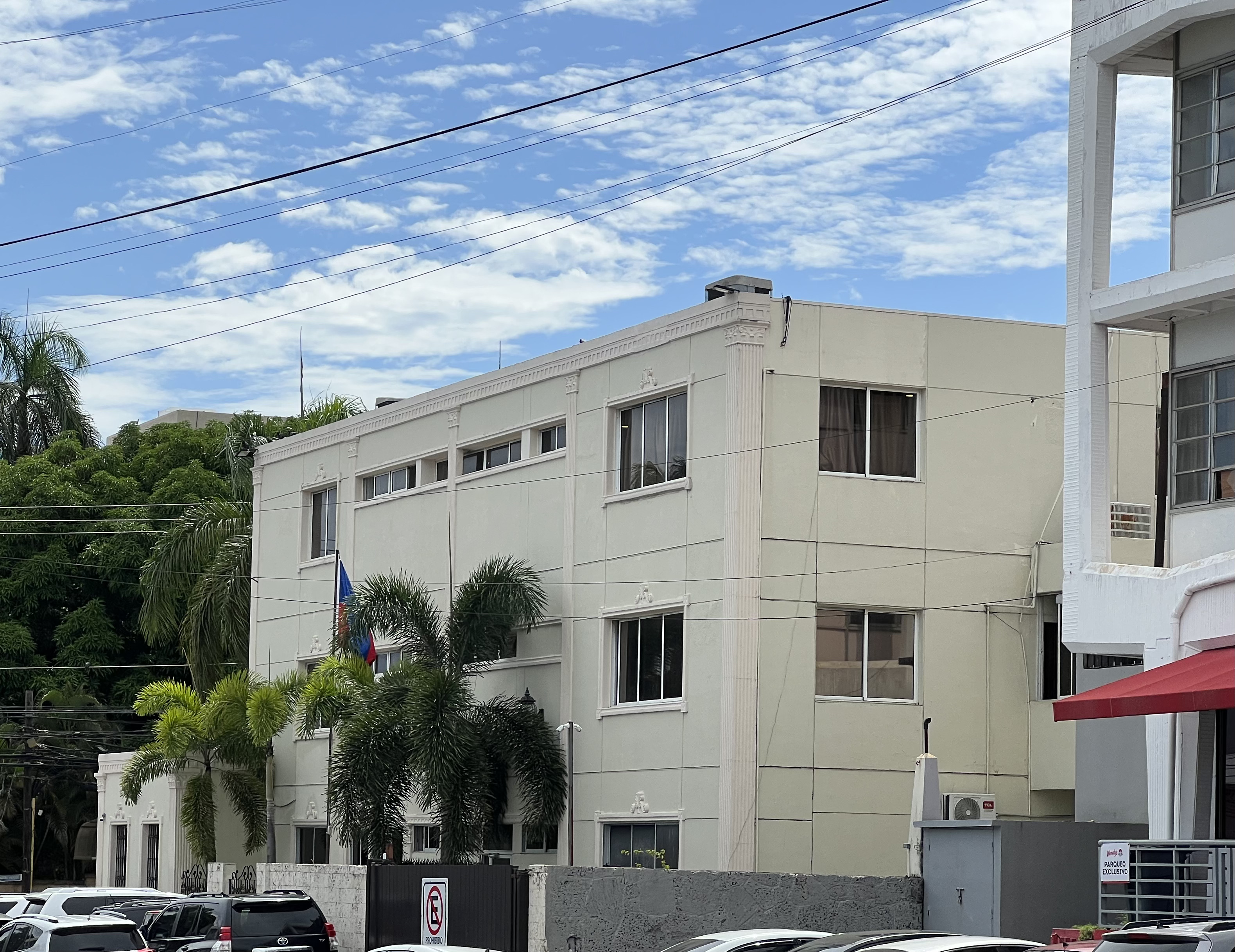
Ambassade d'Haïti à Saint-Domingue

## Missions diplomatiques résidentes
- Haïti a une ambassade à Saint-Domingue et des consulats généraux à Dajabón, Higüey, Santa Cruz de Barahona et Santiago de los Caballeros.
- République dominicaine a une ambassade à Port-au-Prince et des consulats généraux à Anse-à-Pitres et Ouanaminthe et un consulat à Belladère.